# 5-я пехотная дивизия (Российская империя)

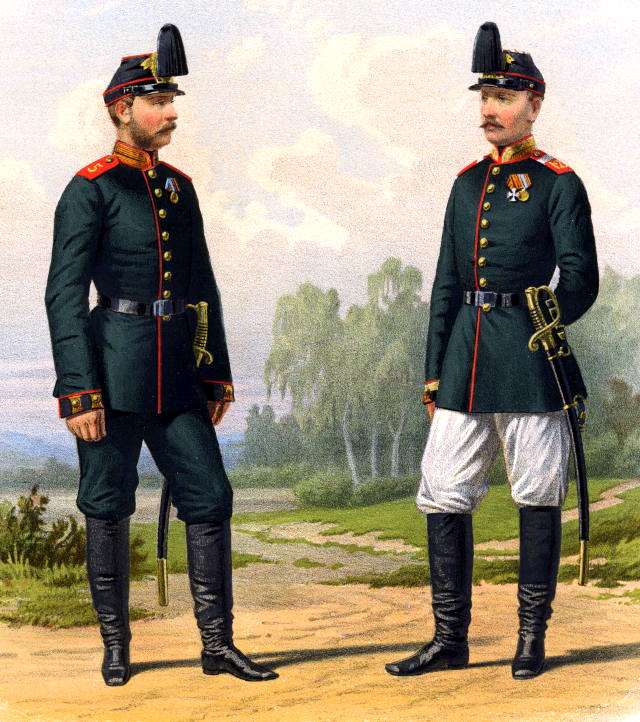
Канонир 1-й батареи 5-й артиллерийской бригады и Фейерверкер 1-й батареи 12-й артбригады.
1878 год.

5-я пехотная дивизия — пехотное соединение (дивизия) в составе Русской императорской армии.
Штаб-квартира: Ярославль (1820), Калуга (1828), Могилёв (1837), Пултуск (1849 год), Люблин (1861), Чернигов (1866), Чернигов (1892),Житомир (1898), Житомир (1914). С 1876 г. дивизия входила в 9-й армейский корпус.

## История дивизии

### Формирование
Сформирована 5 февраля 1806 года как 5-я дивизия, через три месяца переименована в 6-ю дивизию. До 13 октября 1810 года в состав дивизии входила кавалерийская бригада. С 1811 года дивизия переименована в 6-ю пехотную. Впоследствии наименования и состав частей дивизии неоднократно изменялись.
Дивизия носила следующие наименования:
- 05.02.1806 — 04.05.1806 — 5-я дивизия
- 04.05.1806 — 31.03.1811 — 6-я дивизия
- 31.03.1811 — 02.04.1833 — 6-я пехотная дивизия
- 02.04.1833 — хх.хх.1918 — 5-я пехотная дивизия

В 1812 в состав дивизии входили:
- 1-я бригада
  - Брянский пехотный полк
  - Низовский пехотный полк
  - 2‑я бригада (в боях Отечественной войны не участвовала, располагалась в Архангельске) 
    - Углицкий пехотный полк
    - 35-й егерский полк
- 3‑я бригада
  - Азовский пехотный полк
  - 3-й егерский полк
- 6‑я полевая артиллерийская бригада.

### Боевые действия
Дивизия участвовала в Крымской войне, в частности, в сражении на Черной речке, а затем в последних этапах обороны Севастополя.
В ходе Первой мировой войны дивизия отличилась в бою 13 августа 1914 г. на Злочевских высотах. участвовала в Рава-Русской операции.
- 21 августа (3 сентября) 1914 — 5 пд участвовала в освобождении Львова.
- Дивизия – участница Таневского сражения 18 – 25 июня 1915 г.[6][7] и Люблин-Холмского сражения 9 - 22 июля 1915 г.[8] Действовала в Барановичской операции 1916 г.[9]

## Состав дивизии
- управление (Житомир)
- 1-я бригада (Житомир)
  - 17-й пехотный Архангелогородский Е. И. В. Великого Князя Владимира Александровича полк
  - 18-й пехотный Вологодский Е. В. Карла I Короля Румынского полк
- 2-я бригада (Житомир)
  - 19-й пехотный Костромской полк
  - 20-й пехотный Галицкий полк
- 5-я артиллерийская бригада (Житомир)

## Командование дивизии

### Начальники дивизии
(Командующий в дореволюционной терминологии означал временно исполняющего обязанности начальника или командира. Должности начальника дивизии соответствовал чин генерал-лейтенанта, и при назначении на эту должность генерал-майоров они оставались командующими до момента своего производства в генерал-лейтенанты).
- 05.02.1806 —хх.11.1806 — генерал-лейтенант князь Волконский, Дмитрий Михайлович
- хх.11.1806 — 14.04.1807[10] — генерал-майор Седморацкий, Александр Карлович
- 14.04.1807 — 09.10.1809 — генерал-лейтенант (с 20.03.1809 генерал от инфантерии) Барклай де Толли, Михаил Богданович
- 09.10.1809 — 29.08.1814[11] — генерал-лейтенант барон (с 06.09.1812 граф) Штейнгель, Фаддей Фёдорович
  - 07.02.1810 — хх.09.1812 — командующий генерал-майор Рахманов, Василий Сергеевич
  - хх.09.1812 — 28.04.1813 — командующий генерал-майор барон Герцдорф, Карл Максимович
  - 28.04.1813 — 29.08.1814 — командующий генерал-майор Рахманов, Василий Сергеевич
- 29.08.1814 — 30.04.1815 — генерал-лейтенант барон Дибич, Иван Иванович
- 30.04.1815 — 16.06.1815 — командующий генерал-майор Рахманов, Василий Сергеевич
- 16.06.1815 — 10.03.1819 — генерал-лейтенант Властов, Егор Иванович
- 10.03.1819 — 22.08.1826 — генерал-адъютант генерал-майор Сипягин, Николай Мартемьянович
- 16.09.1826 — 31.01.1829[12] — генерал-майор (с 17.05.1827 генерал-лейтенант) Ахлёстышев, Михаил Федорович
- 31.01.1829 — 04.10.1829 — генерал-майор князь Любомирский, Константин Ксаверьевич
- 04.10.1829 — 06.12.1836 — генерал-лейтенант Штегеман, Христофор Осипович
- 06.12.1836 — 07.05.1849 — генерал-майор (с 18.04.1837 генерал-лейтенант) Батурин, Сергей Герасимович
- 07.05.1849 — 09.01.1855 — генерал-лейтенант Лабынцев, Иван Михайлович
- 09.01.1855 — 09.02.1856[13] — командующий генерал-майор Вранкен, Агафон Карлович
  - 04.08.1855 — хх.хх.1855 — временный командующий генерал-майор Белевцов, Дмитрий Николаевич
- 08.03.1856 — хх.08.1856[14] — командующий генерал-майор Копьев, Юрий Алексеевич
- 30.08.1856 — 28.09.1857 — генерал-адъютант генерал-лейтенант князь Урусов, Павел Александрович
- 22.10.1857 — 12.06.1858 — командующий генерал-майор барон фон Майдель, Егор Иванович
- 12.06.1858 — 12.04.1859 — командующий генерал-майор Тулубьев, Алексей Александрович
- 12.04.1859 — 05.06.1864 — генерал-майор (с 23.04.1861 генерал-лейтенант) Хрущёв, Александр Петрович
- 05.06.1864 — 06.11.1869 — генерал-майор (с 30.08.1864 генерал-лейтенант) Костанда, Апостол Спиридонович
- 06.11.1869 — 21.06.1872[15] — генерал-майор (с 28.03.1871 генерал-лейтенант) Ляшенко, Михаил Васильевич
- 21.06.1872 — 07.05.1878[15] — генерал-майор Свиты Е. И. В. (с 30.08.1873 генерал-лейтенант) Шильдер-Шульднер, Юрий Иванович
- 01.06.1878 — после 25.09.1878 — командующий генерал-майор Гакман, Юлиус Иванович
- 04.10.1878 — 09.06.1885 — генерал-майор (с 30.08.1879 генерал-лейтенант) Полторацкий, Владимир Александрович
- 09.06.1885 — 18.11.1892 — генерал-майор (с 30.08.1885 генерал-лейтенант) Максимович, Василий Николаевич
- 30.11.1892 — 17.12.1897 — генерал-майор (с 30.08.1894 генерал-лейтенант) Голубев, Фёдор Фёдорович
- 19.12.1897 — 30.05.1901[16] — генерал-лейтенант князь Туманов, Георгий Евсеевич
- 04.07.1901 — 23.12.1904 — генерал-лейтенант Какурин, Евгений Николаевич
- 10.01.1905 — 24.05.1908 — генерал-майор (с 06.12.1906 генерал-лейтенант) Шуваев, Дмитрий Савельевич
- 10.06.1908 — 31.12.1913 — генерал-лейтенант Перекрестов, Андрей Александрович
- 31.12.1913 — 15.05.1916 — генерал-лейтенант Парчевский, Павел Антонович
- 20.05.1916 — 18.08.1916[17] — командующий генерал-майор Никитин, Павел Андреевич
  - в 1916 — генерал-лейтенант Галкин, Алексей Семёнович (временно исправляющий должность). По другим данным начальником дивизии был генерал-лейтенант Галкин, Александр Семёнович[18]
- 02.09.1916 — 15.10.1917 — генерал-лейтенант Славочинский, Адам Иванович
- 16.11.1917 — хх.хх.хххх — командующий генерал-майор Томилин, Сергей Валерианович

### Начальники штаба дивизии
Должность начальника штаба дивизии введена 1 января 1857.
- 01.01.1857 — 23.03.1858 — подполковник Линден, Карл Александрович
- 23.03.1858 — 17.04.1863 — полковник Витковский, Каликст Касперович
- 20.04.1863 — 25.04.1866 — подполковник (с 1863 полковник) Соллогуб, Адриан Степанович
- хх.хх.1866 — 05.01.1867 — подполковник Голенковский, Алексей Николаевич
- 05.01.1867 — хх.хх.1867 — подполковник Странден, Павел Владимирович
- 08.08.1867 — 11.09.1867[19] — подполковник Драгат, Людомир Иосифович
- 11.09.1867 — 20.10.1869[20] — полковник Миркович, Михаил Фёдорович
- 23.10.1869 — 13.11.1869 — полковник Лобко, Лев Львович
- 13.11.1869[21] — 10.04.1871 — подполковник (с 17.04.1870 полковник) Обручев, Николай Владимирович
- 10.04.1871 — 29.09.1874[22] — полковник Кумме, Александр Францевич
- 07.10.1874 — 05.06.1880 — полковник Попов, Александр Николаевич
- 15.06.1880 — 18.03.1881 — полковник Николаев, Иосиф Иванович
- 03.05.1881 — 09.06.1884 — полковник Барановский, Валентин Михайлович[23]
- 20.07.1884 — 01.04.1891 — полковник Смирнов, Владимир Васильевич
- 09.04.1891 — 28.12.1894 — полковник Иевреинов, Александр Иоасафович
- 28.12.1894 — 21.01.1898 — полковник Герасименко, Евстафий Фёдорович
- 10.03.1898 — 27.04.1900 — полковник Рагоза, Александр Францевич
- 21.05.1900 — 08.05.1902 — полковник Яковлев, Михаил Михайлович
- 23.07.1902 — 07.03.1904 — полковник Васильев, Александр Николаевич
- 23.06.1904 — 14.08.1906 — полковник Острянский, Николай Максимович
- 14.08.1906 — 03.06.1910[24] — полковник Егорьев, Константин Николаевич
- 06.07.1910 — 08.05.1911 — полковник Муравьёв-Амурский, Валериан Валерианович
- 08.05.1911 — 06.11.1914 — полковник Фирсов, Виктор Васильевич
- 06.12.1914 — 23.02.1915 — полковник Геруа, Борис Владимирович
- 23.02.1915 — 14.06.1916 — подполковник (с 15.06.1915 полковник) Уперов, Василий Васильевич
- 14.06.1916 — 16.02.1917 — полковник Томилин, Сергей Валерианович
- 17.03.1917 — 04.09.1917 — полковник Беловский, Алексей Петрович
- 04.09.1917 — хх.хх.хххх — подполковник фон Польман, Алексей Алексеевич

### Командиры 1-й бригады
В период с 28 марта 1857 по 30 августа 1873 должности бригадных командиров были упразднены.
После начала Первой мировой войны в дивизии была оставлена должность только одного бригадного командира, именовавшегося командиром бригады 5-й пехотной дивизии.
- 05.02.1806 — 13.05.1806 — генерал-майор Хотунцов, Николай Михайлович
- 13.05.1806 — 11.09.1816[25] — генерал-майор Рахманов, Василий Сергеевич
  - 07.02.1810 — 17.01.1811 — командующий генерал-майор Тучков, Александр Алексеевич
  - 17.01.1811 — 23.05.1813[26] — командующий генерал-майор Горбунцов, Егор Сергеевич
  - 30.04.1815 — 16.06.1815 — командующий генерал-майор Трескин, Михаил Львович
- 24.09.1816 — 09.11.1816 — генерал-майор Маслов, Андрей Тимофеевич
- 09.11.1816 — 18.07.1819 — генерал-майор Книпер, Фёдор Евстафьевич
- 20.11.1819 — 15.02.1823 — генерал-майор Ахлёстышев, Михаил Федорович
- 15.02.1823 — 15.09.1823 — командующий полковник Тришатный, Александр Львович
- 15.09.1823 — 23.01.1829 — генерал-майор Николев, Иван Юрьевич
- 23.01.1829 — 18.02.1829[27] — генерал-майор князь Любомирский, Константин Ксаверьевич
- 18.02.1829 — 04.10.1829 — генерал-майор Варпаховский, Пётр Евдокимович
- 04.10.1829 — 26.08.1831[28] — генерал-майор Яфимович, Григорий Иванович
- 16.09.1831 — 15.10.1834 — генерал-майор Панютин, Фёдор Сергеевич
- 15.10.1834 — 06.12.1836 — генерал-майор Гельвиг, Александр Яковлевич
- 06.12.1836 — 20.07.1841 — генерал-майор барон Врангель, Александр Васильевич
- 16.08.1841 — 16.08.1849 — генерал-майор Сельван, Дмитрий Дмитриевич
- 07.09.1849 — 20.12.1852 — генерал-майор Веселитский, Сергей Гаврилович
- 20.12.1852 — 30.08.1855 — генерал-майор Тулубьев, Алексей Александрович
- 30.08.1855 — 26.09.1855 — генерал-майор барон Дельвиг, Николай Иванович
- 29.11.1855 — 28.03.1857 — генерал-майор Сальков, Василий Александрович
- 30.08.1873 — 15.08.1877 — генерал-майор Кнорринг, Александр Владимирович
- 15.07.1877 — после 01.07.1878 — генерал-майор Родионов, Николай Петрович
  - на 16.09.1877 — полковник Рыкачёв, Степан Васильевич (временно)
- до 25.09.1878 — хх.хх.1880 — генерал-майор Гернгрос, Алексей Александрович
- 26.02.1880 — 28.03.1884 — генерал-майор Белявский, Михаил Павлович
- 28.03.1884 — 14.10.1889 — генерал-майор Глинка, Владимир Сергеевич
- 25.10.1889 — 06.04.1895 — генерал-майор Иванов, Николай Дмитриевич
- 10.04.1895 — 04.12.1895 — генерал-майор Дягилев, Павел Павлович
- 04.12.1895 — 04.03.1896 — генерал-майор Акинфиев, Константин Михайлович
- 04.03.1896 — 02.05.1896 — генерал-майор Ларионов, Александр Александрович
- 02.05.1896 — 06.05.1901 — генерал-майор Байков, Лев Матвеевич[29].
- 11.05.1901 — 28.06.1901 — генерал-майор Горский, Иосиф Иванович
- 28.06.1901 — 28.06.1907 — генерал-майор Сиверский, Андрей Андреевич
- 12.11.1907 — 08.01.1909 — генерал-майор Федотов, Михаил Демьянович
- 15.01.1909 — 08.10.1913 — генерал-майор Цицович, Александр Андреевич
- 08.10.1913 — 05.12.1913 — генерал-майор Кадомский, Дмитрий Петрович
- 31.12.1913 — 29.07.1914 — генерал-майор Шевандин, Дмитрий Иванович

### Командиры 2-й бригады
- 05.02.1806 — 13.05.1806 — генерал-майор Рахманов, Василий Сергеевич
- 13.05.1806 — 30.06.1806 — генерал-майор Ермолов, Сергей Алексеевич
- 02.08.1806 — 16.05.1807 — генерал-майор Быков, Федосей Михайлович
- 16.05.1807 — 16.08.1807 — командующий полковник Тучков, Александр Алексеевич
- 16.08.1807 — 21.01.1809 — генерал-майор Стоянов, Григорий Васильевич
- 21.01.1809 — 05.04.1809 — генерал-майор Росси, Игнатий Петрович
- 06.04.1809 — 29.09.1809 — генерал-майор Ершов, Пётр Иванович
- 29.09.1809 — 28.04.1813[30] — генерал-майор барон Герцдорф, Карл Максимович
  - 22.12.1810 — 31.03.1811 — командующий генерал-майор Нилус, Пётр Богданович
  - 17.02.1812 — 23.03.1812 — командующий генерал-майор Нилус, Пётр Богданович
  - хх.09.1812 — 28.04.1813 — командующий генерал-майор Нилус, Пётр Богданович
- 28.04.1813 — 25.12.1815 — генерал-майор Алексополь, Фёдор Пантелеймонович
- 25.12.1815 — 09.01.1821 — генерал-майор Баумгартен (Боумгартен), Иван Евстафьевич
- 09.01.1821 — 04.02.1821 — командующий полковник Юлиус, Александр Богданович
- 04.02.1821 — 16.02.1826 — генерал-майор Павленков, Емельян Осипович
  - 24.04.1822 — 24.08.1822 — командующий полковник Юлиус, Александр Богданович
  - 01.02.1823 — 01.02.1824 — командующий полковник Юлиус, Александр Богданович
- 18.04.1826 — 04.10.1829 — генерал-майор Казнаков, Геннадий Иванович
- 04.10.1829 — 24.02.1830 — генерал-майор Михайловский-Данилевский, Александр Иванович
- 24.02.1830 — 11.03.1831[31] — генерал-майор Дебоа, Алексей Иванович
- 11.03.1831 — 20.01.1833 — командующий полковник Гинтовт, Людвиг Иванович
- 02.04.1833 — 03.03.1835 — генерал-майор Буйвид, Николай Францевич
- 03.03.1835 — 17.10.1835 — генерал-майор Богданов-Калинский, Варфоломей Андреевич
- 17.10.1835 — 19.04.1842 — генерал-майор Карлович, Антон Михайлович
- 19.04.1842 — 20.04.1844 — генерал-майор Ермолов, Сергей Николаевич
- 20.04.1844 — 13.09.1849[32] — генерал-майор Мейер, Игнатий Андреевич
- 10.09.1849 — 09.01.1855 — генерал-майор Адлерберг, Густав Яковлевич
- 09.01.1855 — 30.08.1855 — генерал-майор Проскуряков, Александр Дмитриевич
- 30.08.1855 — 28.03.1857 — генерал-майор Зуров, Павел Антиохович
- 30.08.1873 — 19.03.1880[33] — генерал-майор Богацевич, Максим Пантелеймонович
- 16.04.1880 — 05.11.1880[15] — генерал-майор Громан, Сильверст Густавович
- 28.11.1880 — 16.09.1885 — генерал-майор Гоштовт, Адам Карлович
- 12.10.1885 — 26.01.1886 — генерал-майор Гончаров, Фёдор Осипович
- 04.02.1886 — 23.12.1889 — генерал-майор Гец, Дмитрий Николаевич
- 30.12.1889 — 16.09.1891 — генерал-майор Христиани, Николай Васильевич
- 19.11.1891 — 11.10.1899 — генерал-майор Келлер, Карл-Юлиус-Вильгельм-Эдуард Генрихович
- 31.10.1899 — 14.04.1900 — генерал-майор Курч, Степан Осипович
- 26.04.1900 — 20.06.1906 — генерал-майор Урнижевский, Сергей Николаевич
- 13.07.1906 — 04.06.1907 — генерал-майор Воронов, Николай Александрович
- 30.06.1907 — 17.08.1913 — генерал-майор Гершельман, Герман Фёдорович
- 17.08.1913 — 20.05.1915 — генерал-майор Ваденшерна, Торстен Карлович
- 09.07.1915 — 07.02.1917 — генерал-майор Никольский, Константин Владимирович
- 08.02.1917 — 20.05.1917 — генерал-майор Алянчиков, Константин Николаевич
- 31.05.1917 — хх.хх.хххх — командующий полковник Морозов, Павел Павлович

### Командиры 3-й бригады
В 1833 3-я бригада расформирована.
- 05.02.1806 — 21.04.1806 — генерал-майор Мицкий, Иван Григорьевич
- 13.05.1806 — 02.08.1806 — генерал-майор Быков, Федосей Михайлович
- 02.08.1806 — 16.08.1807 — генерал-майор Багговут, Карл Фёдорович
- 16.08.1807 — 07.08.1809[34] — полковник (с 12.12.1807 генерал-майор) Готовцов, Семён Степанович
- 07.08.1809 — 16.02.1810 — командующий полковник (с 26.11.1809 генерал-майор) Сабанеев, Иван Васильевич
- 16.02.1810 — 29.08.1814 — полковник (с 15.09.1813 генерал-майор) Трескин, Михаил Львович
- 29.08.1814 — 17.06.1815[35] — генерал-майор Свиты Кикин, Пётр Андреевич
  - 29.08.1814 — 17.06.1815 — командующий полковник Чистяков, Тихон Иванович
- 25.12.1815 — 14.03.1816 — генерал-майор Алексополь, Фёдор Пантелеймонович
- 19.03.1816 — 10.09.1817 — генерал-майор Ратьков, Абрам Петрович
- 06.10.1817 — 29.09.1822 — генерал-майор Ковригин, Михаил Абрамович
  - 06.10.1817 — хх.хх.1818 — командующий полковник Тухолка, Лев Адамович
- 13.02.1823 — 18.10.1831[36] — генерал-майор Отрощенко, Яков Осипович
  - 24.07.1829 — хх.хх.1830 — командующий полковник Сахновский 2-й
- 03.11.1831 — 02.04.1833 — командующий полковник Корнеев, Николай Михайлович

### Помощники начальника дивизии
В период с 28 марта 1857 года по 30 августа 1873 года помощники начальника дивизии фактически являлись бригадными командирами
- 28.03.1857 — 12.06.1858 — генерал-майор Тулубьев, Алексей Александрович
- 14.07.1858 — 18.04.1861 — генерал-майор Фёдоров, Дмитрий Петрович
- 23.04.1861 — 05.06.1864 — генерал-майор Дрейер, Николай Николаевич
- 05.06.1864 — 13.08.1864 — генерал-майор Эггер, Артур Фёдорович
- 13.09.1864 — 18.08.1866 — генерал-майор Волькенштейн, Александр Ермолаевич
- 18.08.1866 — 04.09.1871 — генерал-майор Петров, Андрей Николаевич
- 11.09.1871 — 30.08.1873[37] — генерал-майор Кнорринг, Александр Владимирович

### Командиры 5-й артиллерийской бригады
Номер в наименовании артиллерийской бригады изменялся параллельно с номером пехотной дивизии, к которой бригада была приписана.
До 1875 г. должности командира артиллерийской бригады соответствовал чин полковника, а с 17 августа 1875 г. - чин генерал-майора.
- 23.08.1806 — 25.09.1806 — полковник Ермолов, Алексей Петрович
- 25.09.1806 — 14.02.1811 — подполковник (с 17.01.1807 полковник) Глухов, Василий Алексеевич
- 14.02.1811 — хх.хх.1813 — подполковник (с 27.05.1813 полковник) Шульман, Фёдор Максимович
- хх.хх.1813 — 02.05.1816 — подполковник (с 17.07.1815 полковник) фон Пребстинг, Адольф Густавович
- 02.05.1816 — 14.04.1818 — полковник Шульман, Фёдор Максимович
- 30.06.1818 — 13.03.1827 — подполковник (с 01.07.1819 полковник) Иванов, Никифор Захарович
- 10.04.1827 — 26.05.1827 — полковник Моисеев, Александр Леонтьевич
- 26.05.1827 — 25.03.1828 — полковник Иванов, Никифор Захарович
- 16.07.1828 — 11.02.1829 — подполковник Брежинский, Михаил Петрович
- 11.02.1829 — 04.12.1832 — полковник Макалинский, Иван Фёдорович
- 04.12.1832 — 22.06.1841 — полковник (с 30.08.1839 генерал-майор) Плещеев, Александр Павлович
- 13.07.1841 — 28.02.1842 — полковник Котович, Павел Иванович
- 28.02.1842 — 22.01.1852 — полковник (с 06.12.1847 генерал-майор) Гагман (Гагеман), Эдуард Фёдорович
- 22.01.1852 — 14.03.1853 — полковник (с 30.03.1852 генерал-майор) Тяполков, Василий Иванович
- 14.03.1853 — 17.08.1863 — полковник (с 08.11.1861 генерал-майор) Каннабих, Филипп Иванович
- 17.08.1863 — 13.02.1869 — полковник Бороздин, Михаил Фёдорович[39]
- 13.02.1869 — 29.07.1879 — полковник (с 30.08.1875 генерал-майор) Похитонов, Даниил Даниилович
- 29.07.1879 — 02.01.1883 — полковник (с 05.02.1882 генерал-майор) Федорцов-Малыш, Александр Никитич
- 02.01.1883 — 17.08.1892 — полковник (с 15.05.1883 генерал-майор) Кирдан, Александр Аполлонович
- 12.10.1892 — 09.02.1898 — генерал-майор Ольшановский, Славомир Никодимович
- 27.02.1898 — 13.05.1899 — генерал-майор Столетов, Дмитрий Григорьевич
- 14.06.1899 — 15.06.1902 — полковник (с 01.01.1900 генерал-майор) Студзицкий, Николай Александрович
- 22.06.1902 — 26.04.1904 — генерал-майор Кондрацкий, Кондрат Каллистратович
- 26.04.1904 — 05.08.1905 — командующий полковник Желвинский, Сергей Яковлевич
- 13.08.1905 — 15.04.1910 — полковник (с 06.12.1906 генерал-майор) Ивановский, Владимир Гаврилович
- 30.04.1910 — 24.04.1913 — генерал-майор Развадовский, Дмитрий Александрович
- 24.04.1913 — 11.02.1915[40] — генерал-майор Войно-Оранский, Сергей Аркадьевич
- 18.03.1915 — 08.05.1915 — командующий полковник Шейдеман, Георгий Михайлович
- 08.05.1915 — 02.05.1916 — генерал-майор Акимов, Исай Исаевич
- 12.05.1916 — хх.хх.хххх — генерал-майор Росляков, Михаил Сергеевич

### Командиры кавалерийской бригады 5-й (с 04.05.1806 6-й) дивизии
В 1810 году кавалерия выведена из состава дивизии
- 05.02.1806 — 21.01.1809 — генерал-майор Львов, Пётр Николаевич
- 21.01.1809 — 13.10.1810 — генерал-майор Кретов, Николай Васильевич